# López de Micay

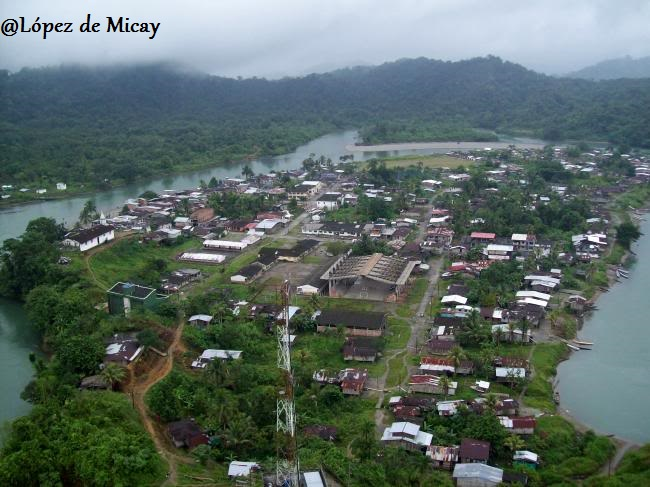
Fotografia aérea de LóLópez de Micay, município na Colômbia.

López é um município da Colômbia, localizado no departamento de Cauca.